# Oratorio de Concepción
Oratorio de Concepción es un distrito del municipio de Cuscatlán Norte en el departamento de Cuscatlán, El Salvador. Según el censo oficial de 2024, tiene una población de 3.748 habitantes.

## Historia
Los poblados Las Lomas, Estanzuelas y Tacanagua fueron erigidos en el pueblo de Oratorio de la Inmaculada Concepción por Decreto Ejecutivo de 7 de octubre de 1873, emitido por el presidente Santiago González Portillo, y fue incorporado al departamento de Cuscatlán y distrito de Cojutepeque. Esta decisión no contó con el respaldo de las autoridades de San Bartolomé Perulapía que protestaron por el despojo de su territorio. Por este motivo Valle de Las Lomas fue incorporado a dicha localidad en 1877.
En el 5 de enero de 1885, durante la presidencia de Rafael Zaldívar, el Ministerio de Instrucción Pública acordó establecer una escuela de niños en el pueblo, dándole al director de ella el sueldo mensual de quince pesos.

## Información general
El distrito cubre un área de 24,32 km² y la cabecera tiene una altitud de 623 m s. n. m. Se divide en 2 cantones: Tacanagua y palacios, además 2 colonias La bethel y el Pomal, además 2 barrios: Barrio el centro y Barrio el calvario.Las fiestas patronales se celebran en el mes de diciembre del 1 al 8  en honor a la Virgen de Concepción.